# Scott Burrell
Pour les articles homonymes, voir Burrell.
Scott David Burrell, né le 12 janvier 1971 à New Haven, Connecticut, est un joueur et entraîneur américain de basket-ball qui remporta le titre de champion NBA avec les Bulls de Chicago en 1998. Il fut aussi le premier athlète américain à être sélectionné au premier tour de draft de deux ligues majeures (la NBA et la MLB).

## Biographie
Star du lycée de Hamden dans le Connecticut, Burrell est sélectionné par l'équipe de baseball des Mariners de Seattle lors de son année senior. Les Mariners veulent développer Burrell comme lanceur et lui suggèrent de faire l'impasse sur l'université pour aller dans des ligues mineures. Cependant, Burrell veut aller en NCAA et a l'intention de jouer dans l'équipe de baseball de l'Université de Miami avant que l'entraineur adjoint de l'Université du Connecticut Howie Dickenman ne convainc Burrell de jouer au basket-ball pour les Huskies. Après son année freshman, première année dans le système éducatif américain, à l'Université du Connecticut, Burrell est sélectionné par une autre équipe de baseball, les Blue Jays de Toronto. Burrell accepte un contrat de ces derniers et passe deux (1990 et 1991) étés à jouer au baseball dans des ligues mineures avec des clubs affiliés aux Jays, tandis qu'il se concentre sur le basket-ball le reste de l'année. La carrière de Burrell en basket-ball commença à éclipser sa carrière en baseball, alors qu'il devient le premier joueur de NCAA de l'histoire à compiler plus de 1 500 points, 750 rebonds, 275 passes décisives et 300 interceptions.
Burrell est choisi par les Hornets de Charlotte au 20e rang de la Draft 1993 de la NBA. Il réalise une moyenne de 4,8 points par match pour son année rookie - première saison en NBA- puis il s'améliore lors de son année sophomore (deuxième année), avec une moyenne de 11,5 points et arrive au troisième rang des votes pour le trophée de NBA Most Improved Player, joueur ayant la meilleure progression sur l'année. Cette année-là, il termine également à la troisième place du Three-point Shootout au All-Star Game. Durant la saison 1995-96, alors que les blessures le limitent à 20 matches, il est réduit à un rôle mineur. Il partage la saison 1996-97 entre les Hornets et les Warriors de Golden State, signant des moyennes de 5,9 points par match, avant d'être transféré par les Warriors aux Bulls de Chicago contre Dickey Simpkins à l'automne 1997. Burrell remporte alors son premier et seul titre de champion NBA durant cette saison avec les Bulls. Il joue ensuite trois saisons (avec les Nets du New Jersey et les Charlotte Hornets) avant d'entamer une carrière à l'étranger. Burrell joue notamment en Chine et aux Philippines puis au Japon.
Burrell est aujourd'hui entraîneur assistant de l'équipe de Quinnipiac University, dans le Connecticut.